# Éditions Famot
 (janvier 2022).
Si vous disposez d'ouvrages ou d'articles de référence ou si vous connaissez des sites web de qualité traitant du thème abordé ici, merci de compléter l'article en donnant les références utiles à sa vérifiabilité et en les liant à la section « Notes et références ».
Éditions Famot (Crémille et Famot) est une maison d'édition suisse située à Genève, créée par Jean-Pierre Mouchard (associé à Jean-Marie Le Pen), et qui a fait paraître ses premiers volumes en 1973.
Elle a été diffusée en France par Diffusion François Beauval (Paris).

## Ligne éditoriale
La ligne éditoriale et les genres publiés par cette maison sont très variés : littérature (roman policier, roman d'espionnage, classiques de la littérature française, etc.), histoire (histoire militaire, énigmes de l'histoire, histoire politique, etc.), archéologie…
Les éditions Famot sont connues pour leurs nombreuses collections, mais aussi pour avoir édité des revues ou des atlas.

## Collections
- Classiques du XXe siècle
- Emmanuelle Arsan présente
- Grandes Civilisations disparues
- Les Grands Chefs de guerre français
- Les Grands Romans historiques
- Les Hommes qui ont fait l'histoire
- Peuples et coutumes en voie de disparition
- Psychologie du bonheur et du succès
- Les Grands Maîtres du roman policier
- Les Chefs-d'Œuvre du mystère et du fantastique[2]
- Les Grandes Énigmes de la Nature
- Dictionnaire Littré de la langue française (6 volumes reliés cuir)
- OVNI et extraterrestres dans l'histoire
- Les Grandes Catastrophes
- Les Guerres israélo-arabes
- Les Médecins de la mort
- Histoire de la Gestapo
- Histoire de la Résistance
- Les Grandes Énigmes de l'Occupation
- Les Grandes Énigmes de la Résistance
- Les Grandes Énigmes de la Libération
- Les Grandes Énigmes de Mai 68
- Voyages extraordinaires (Jules Verne)